# Тест Бройша — Пагана
Тест Бройша — Пагана или Бриша — Пэгана (англ. Breusch-Pagan test) — один из статистических тестов для проверки наличия гетероскедастичности случайных ошибок регрессионной модели. Применяется, если есть основания полагать, что дисперсия случайных ошибок может зависеть от некоторой совокупности переменных. При этом в данном тесте проверяется линейная зависимость дисперсии случайных ошибок от некоторого набора переменных.

## Сущность и процедура теста
Пусть имеется линейная регрессионная модель:
{\displaystyle y_{t}=x_{t}^{T}b+\varepsilon _{t}}
В первую очередь исходная модель оценивается обычным МНК, и по остаткам регрессии получают состоятельную оценку дисперсии ошибок (в предположении гомоскедастичности случайных ошибок):
{\displaystyle {\hat {\sigma }}^{2}=ESS/n},
где {\displaystyle ESS} — сумма квадратов остатков,
{\displaystyle n} — объём выборки.
Далее находят квадраты стандартизированных остатков {\displaystyle e_{t}^{2}/{\hat {\sigma }}^{2}} и оценивают (также обычным МНК) вспомогательную линейную регрессию квадратов стандартизированных остатков на константу и некоторые факторы {\displaystyle z}, от которых может зависеть дисперсия ошибок:
{\displaystyle e_{t}^{2}/{\hat {\sigma }}^{2}=\gamma _{0}+z_{t}^{T}\gamma +\nu _{t}}
Позицию {\displaystyle z} зачастую занимают регрессоры исходной модели, тем самым вспомогательная регрессия принимает вид:
{\displaystyle e_{t}^{2}/{\hat {\sigma }}^{2}=\gamma _{0}+x_{t}^{T}\gamma +\nu _{t}}
Статистика теста рассчитывается как {\displaystyle RSS/2}, где  {\displaystyle RSS} — сумма квадратов объяснённой вариации вспомогательной модели. Данная статистика асимптотически имеет распределение {\displaystyle \chi ^{2}(p)}, где {\displaystyle p} — количество переменных {\displaystyle z}.